# جون غراهام رامزي
جون غراهام رامزي (بالإنجليزية: John Graham Ramsay)‏ هو جيولوجي بريطاني، ولد في 1931 في لندن في المملكة المتحدة.